# Эш, Сент-Джордж
Сент-Джордж Эш (англ. Saint George Ashe; 23 мая 1871, Мальта — 24 июля 1922, Гастингс, Восточный Суссекс) — британский гребец, бронзовый призёр летних Олимпийских игр 1900.
Участвуя в Играх, Эш соревновался только в одиночных заездах. Сначала в четвертьфинале он стал первым в своей группе, показав результат 6:38,8. Затем, в полуфинале он пришёл третьим с результатом 8:37,2. Хотя, согласно правилам, он не мог участвовать в финале, он соревновался в заключительной гонке, в которой пришёл третьим, пройдя всю дистанцию за 8:15,6.